# Oxytropis oreophila
Oxytropis oreophila är en ärtväxtart som beskrevs av Asa Gray. Oxytropis oreophila ingår i släktet klovedlar, och familjen ärtväxter.

## Underarter
Arten delas in i följande underarter:
- O. o. juniperina
- O. o. oreophila

## Bildgalleri

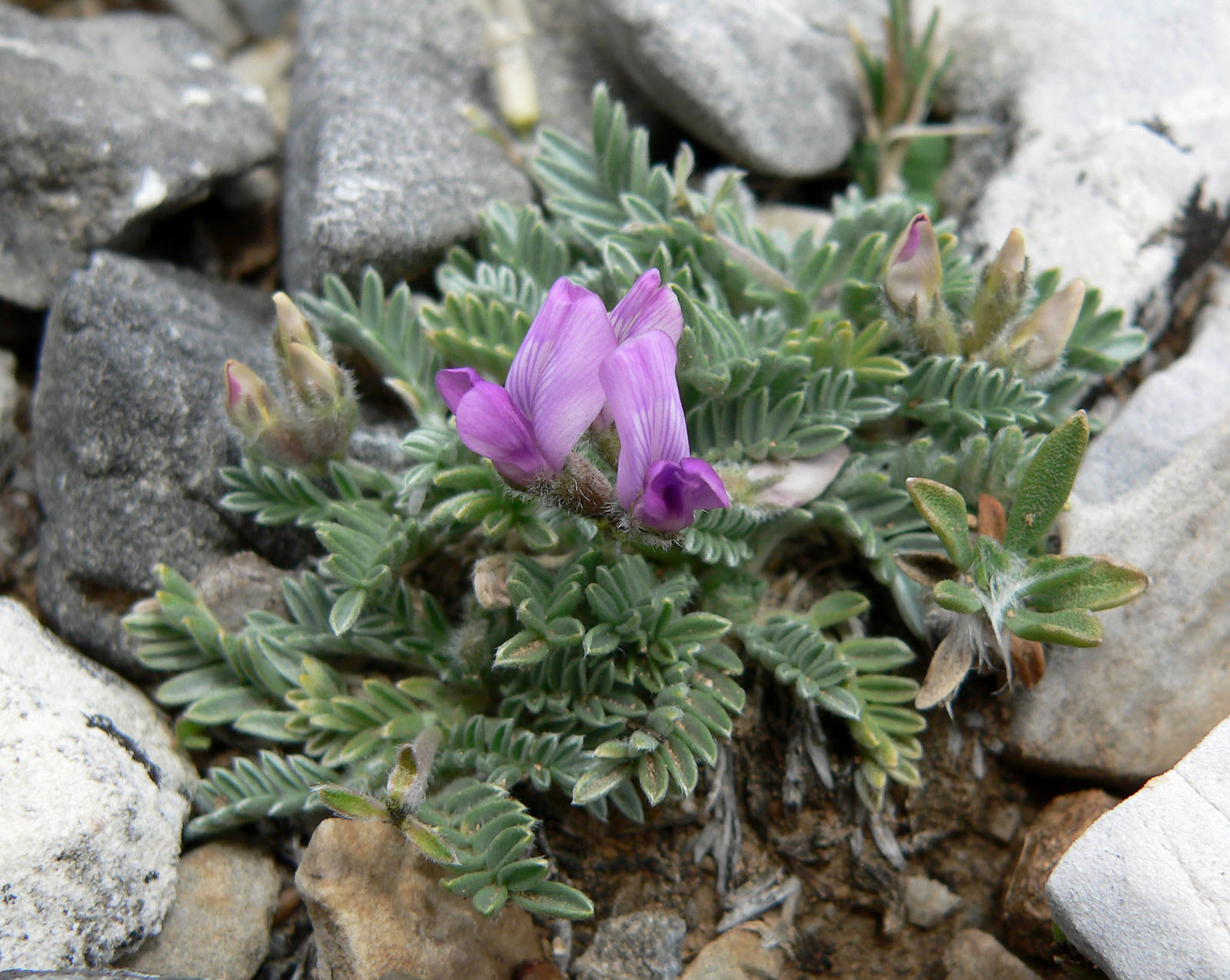
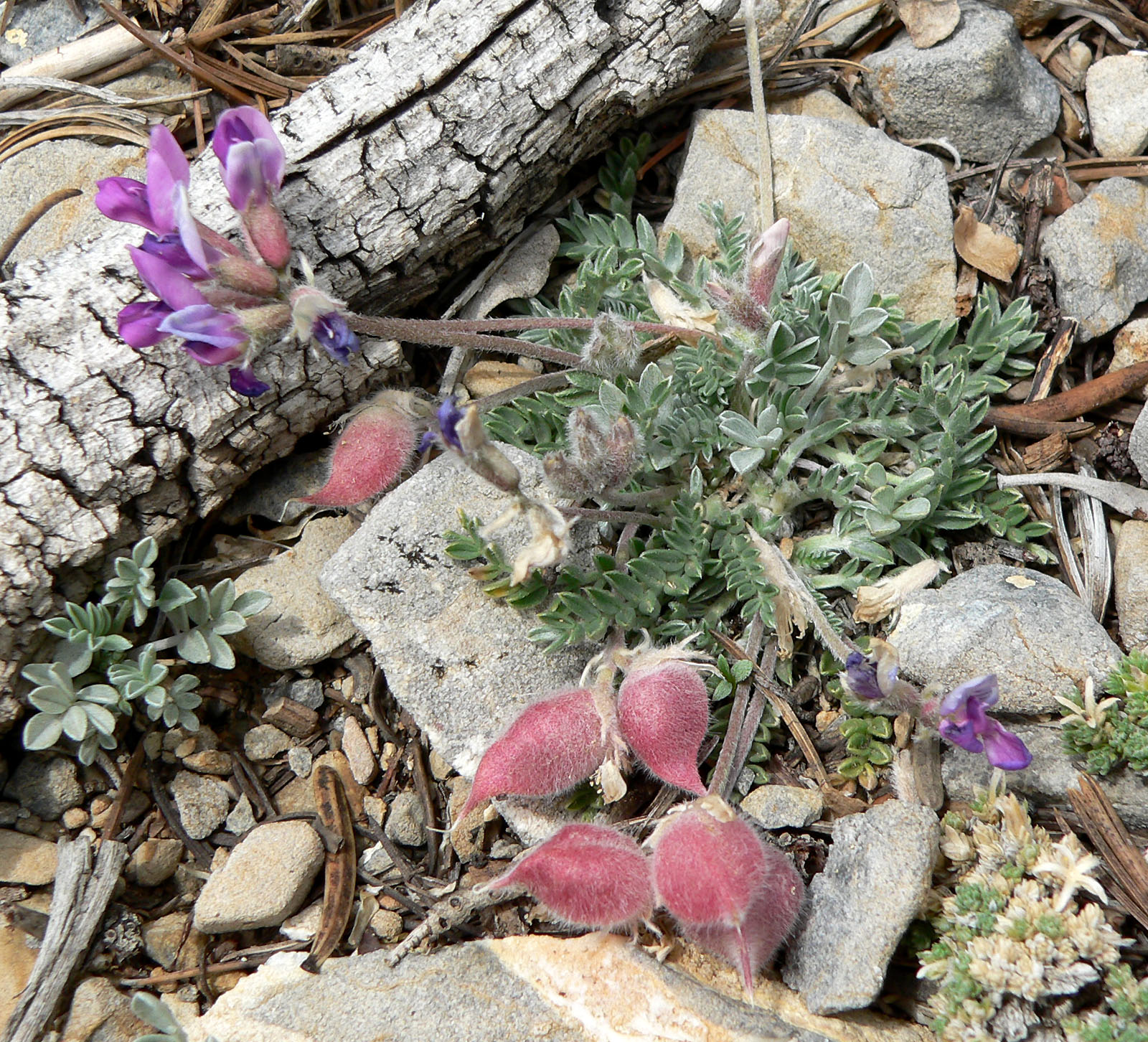
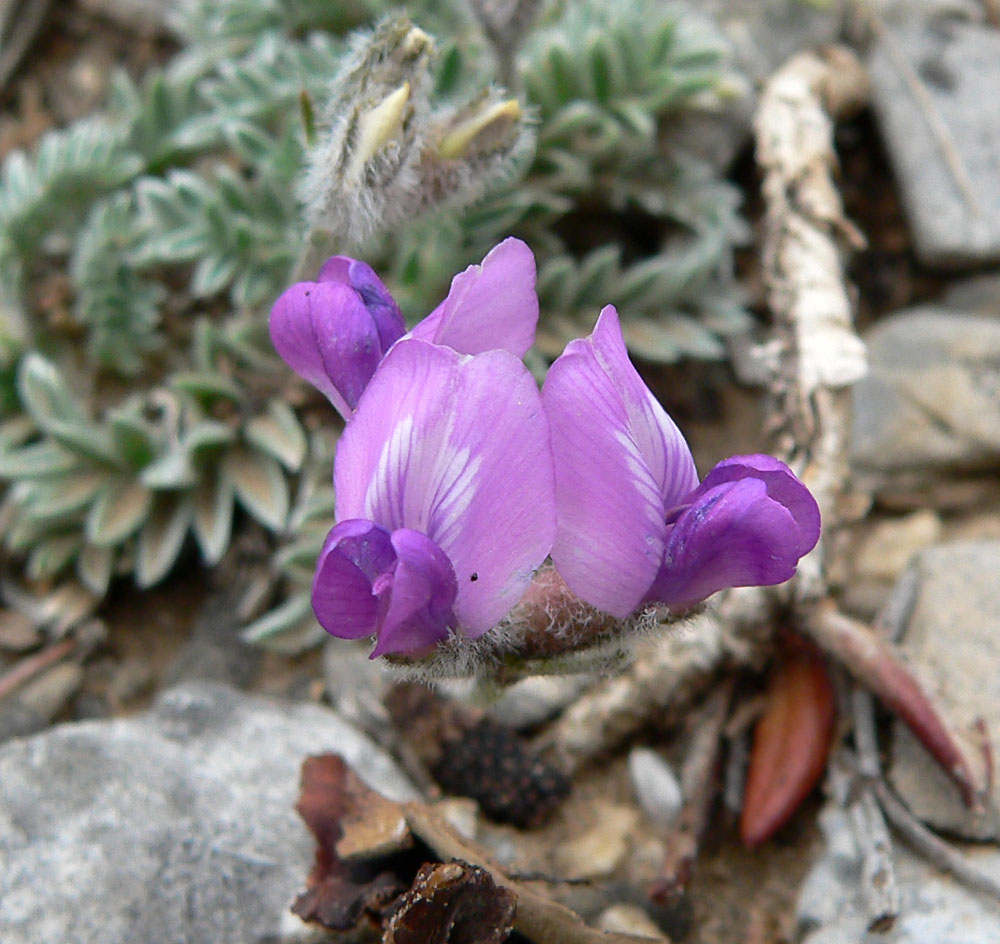
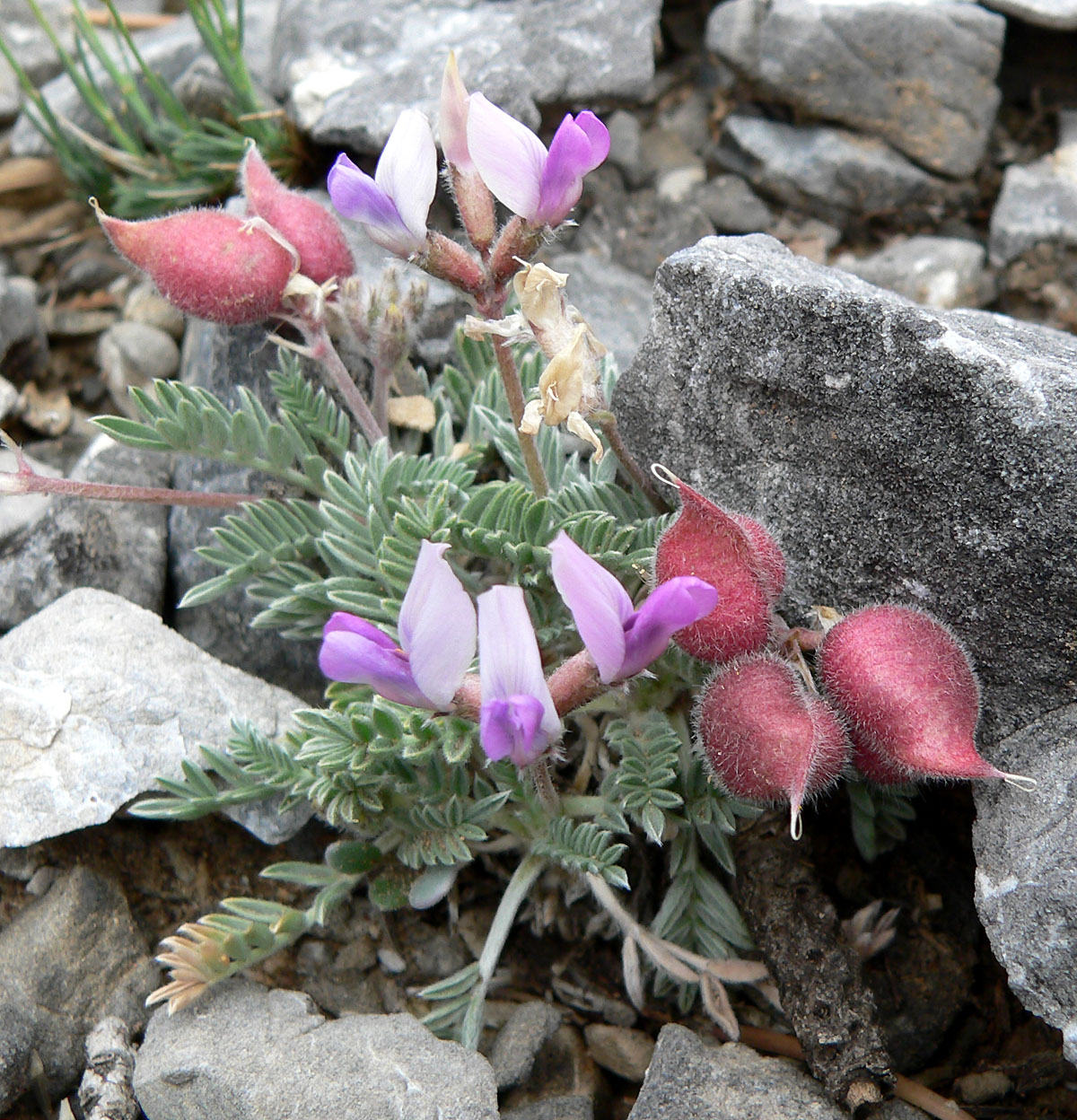